# After the Circus
After the Circus è un cortometraggio muto del 1919 diretto da John William Kellette. Fu uno dei due soli film diretti da Kellette, che lavorò nel cinema soprattutto come sceneggiatore e assistente regista.

## Produzione
Il film fu prodotto dalla Famous Players-Lasky Corporation

## Distribuzione
Distribuito dalla Paramount Pictures, uscì nelle sale cinematografiche USA nel 1919.